# Lista suveranilor Boemiei
Lista suveranilor Boemiei cuprinde ducii, prinții, regii, încoronați și neîncoronați, și anti-regii, începând din secolul al IX-lea. 

## Duci ai Boemiei
| Portret | Nume                           | Începutul domniei | Sfârșitul domniei | Familie   | Titlu           | Note |
| ------- | ------------------------------ | ----------------- | ----------------- | --------- | --------------- | --- |
|         | Bořivoj I                      | 875               | 889               | Přemyslid | Duce al Boemiei | Primul duce al Boemiei din dinastia Přemyslid. La moartea sa, Spytihněv I era minor, iar Ducatul Boemiei a revenit sub jurisdicția Moraviei. Primul conducător creștin al Boemiei.        |
|         | Svatopluk I                    | 888/889           | 894               | Mojmir    | Duce al Boemiei | Nepotul lui Rostislav. Al treilea și cel mai important monarh al Marii Moravii (numit rege în Evul Mediu).                                                                                |
|         | Spytihněv I                    | 894               | 915               | Přemyslid | Duce al Boemiei | Fiul lui Bořivoj I; a profitat de anarhia provocată de moartea lui Svatopluk I pentru a urca pe tronul Boemiei succedând astfel lui Bořivoj I.                                            |
|         | Vratislav I                    | 915               | 921               | Přemyslid | Duce al Boemiei | Fiul lui Bořivoj I și fratele lui Spytihněv I; a murit în 921 apărând regatul împotriva maghiarilor; l-a urmat Venceslau I, dar văduva Drahomíra a asigurat regența pentru fiul ei minor. |
|         | Venceslau I                    | 921               | 929/935           | Přemyslid | Duce al Boemiei | Fiul lui Vratislav I; a urcat pe tronul Boemiei după doi ani de regență a Drahomírei, pe care a închis-o. A fost asasinat la Stará Boleslav de conspiratorii lui Boleslav I.              |
|         | Boleslav I                     | 929/935           | 972               | Přemyslid | Duce al Boemiei | Fratele lui Venceslau I; a luat locul lui Venceslau după ce acesta a fost asasinat. |
|         | Boleslav al II-lea             | 972               | 999               | Přemyslid | Duce al Boemiei | Fiul lui Boleslav I; a extins încă teritoriile moștenite de la tatăl său. |
|         | Boleslav al III-lea            | 999               | 1002              | Přemyslid | Duce al Boemiei | Fiul lui Boleslav al II-lea |
|         | Vladivoi al Boemiei            | 1002              | 1003              | Přemyslid | Duce al Boemiei | Nepotul lui Boleslav I pe linie maternă; susținut de prințul polonez Boleslav cel Viteaz, a preluat guvernarea Boemiei.                                                                   |
|         | Boleslav al III-lea            | 1003              | 1003              | Přemyslid | Duce al Boemiei | A 2-a domnie |
|         | Boleslav al IV-lea             | 1003              | 1004              | Piast     | Duce al Boemiei | Rege al Poloniei sub numele de Boleslav I; în 1003 a invadat Boemia, pe care guvernat-o până în toamna anului 1004.                                                                       |
|         | Jaromir                        | 1004              | 1012              | Přemyslid | Duce al Boemiei | Fiul lui Boleslav al II-lea; sprijinit de împăratul romano-german Henric al II-lea a preluat guvernarea Boemiei.                                                                          |
|         | Ulrich                         | 1012              | 1033              | Přemyslid | Duce al Boemiei | Fratele lui Jaromir; în 1012 a preluat guvernarea Boemiei, Jaromír a fugit; în anii 1019/1029 (data este incertă) a cucerit treptat Moravia de la polonezi.                               |
|         | Jaromir                        | 1033              | 1034              | Přemyslid | Duce al Boemiei | A 2-a domnie |
|         | Ulrich                         | 1034              | 1034              | Přemyslid | Duce al Boemiei | A 2-a domnie |
|         | Bretislav I                    | 1034              | 1055              | Přemyslid | Duce al Boemiei | Fiul lui Ulrich |
|         | Spytihněv al II-lea al Boemiei | 1055              | 1061              | Přemyslid | Duce al Boemiei | Fiul lui Brestislav I; și-a deposedat frații de posesiunile lor și a subordonat Moravia cârmuirii sale.                                                                                   |

## Duci (și regi) ai Boemiei
| Portret | Nume                        | Începutul domniei | Sfârșitul domniei | Familie   | Titlu                                                | Note |
| ------- | --------------------------- | ----------------- | ----------------- | --------- | ---------------------------------------------------- | --- |
|         | Vratislav al II-lea (I)     | 1061              | 1092              | Přemyslid | Duce al Boemiei, rege al Boemiei                     | Fiul lui Bretislav I; fratele lui Spytihněv al II-lea; a fost primul rege al Boemiei (1085 – 1092); titlul nu era ereditar. |
|         | Conrad I                    | 1092              | 1092              | Přemyslid | Duce al Boemiei                                      | Fiul lui Bretislav I; fratele lui Vratislav al II-lea; a încercat să reunească episcopiile Praga și Olomouc. |
|         | Bretislav al II-lea         | 1092              | 1100              | Přemyslid | Duce al Boemiei                                      | Nepotul lui Conrad I și fiul lui Vratislav al II-lea |
|         | Borivoi al II-lea           | 1100/1107         | 1117/1120         | Přemyslid | Duce al Boemiei                                      | Fratele lui Brestislav al II-lea; a domnit în două perioade. |
|         | Svatopluk                   | 1107              | 1109              | Přemyslid | Duce al Boemiei                                      | Vărul lui Bretislav al II-lea și nepotul lui Bretislav I. |
|         | Vladislav I                 | 1109/1117         | 1120/1125         | Přemyslid | Duce al Boemiei                                      | Fiul lui Vratislav al II-lea; a domnit în două perioade. |
|         | Sobeslav I                  | 1125              | 1140              | Přemyslid | Duce al Boemiei                                      | Fratele lui Vladislav I |
|         | Vladislav al II-lea         | 1140              | 1172              | Přemyslid | Duce al Boemiei până în 1158 și apoi rege al Boemiei | Fiul lui Vladislav I. |
|         | Frederic                    | 1172              | 1173              | Přemyslid | Duce al Boemiei                                      | Fiul lui Vladislav al II-lea; fii lui Sobeslav I au revendicat și ei cârmuirea Boemiei. |
|         | Sobeslav al II-lea          | 1173              | 1178              | Přemyslid | Duce al Boemiei                                      | Fiul lui Sobeslav I; a primit sprijinul împăratului Barbarossa. |
|         | Frederic                    | 1178              | 1189              | Přemyslid | Duce al Boemiei                                      | A 2-a domnie |
|         | Conrad al II-lea Otto       | 1189              | 1191              | Přemyslid | Duce al Boemiei                                      | Nepotul lui Conrad I; în timpul cârmuirii sale Boemia și Moravia au funcționat ca o uniune statală. |
|         | Venceslau al II-lea         | 1191              | 1192              | Přemyslid | Duce al Boemiei                                      | Fiul lui Sobeslav I; a cucerit Boemia în timpul împăratului Henric al VI-lea. |
|         | Ottokar I                   | 1192              | 1193              | Přemyslid | Duce de Boemia                                       | Fiul lui Vladislav al II-lea; a devenit prinț cu sprijinul episcopului Henric Břetislav și al împăratului Henric al VI-lea; un an mai târziu, nobilimea l-a ales pe Henric Břetislav ca duce.                                     |
|         | Henric Bretislav al III-lea | 1193              | 1197              | Přemyslid | Duce al Boemiei                                      | Nepotul lui Vladislav I; în 1193 împăratul romano-german Henric al VI-lea i-a acordat titlul de Prinț al Boemiei. |
|         | Vladislav al III-lea        | 1197              | 1197              | Přemyslid | Duce de Boemia                                       | Fiul lui Vladislav al II-lea; titlul a fost revendicat și de fratele său mai mare, Ottokar I. Pentru a preveni creșterea instabilității politice, el a renunțat la titlu și la pretențiile de moștenire în favoarea fratelui său. |

## Regi ai Boemiei
| Portret | Nume                                        | Începutul domniei | Sfârșitul domniei | Familie         | Titlu                                                       | Note |
| --- | ------------------------------------------- | ----------------- | ----------------- | --------------- | ----------------------------------------------------------- | --- |
| | Ottokar I                                   | 1197              | 1230              | Přemyslid       | Duce al Boemiei până în 1198, apoi rege al Boemiei          | Primul rege ereditar al Boemiei; a fost încoronat pentru a doua oară; titlul ereditar a fost garantat de Bula de Aur a Siciliei (1212).                                                           |
| | Venceslau I                                 | 1230              | 1253              | Přemyslid       | Rege al Boemiei                                             | Fiul lui Ottokar I; a contribuit la respingerea invaziei mongole din Europa. |
| | Ottokar al II-lea                           | 1253              | 1278              | Přemyslid       | Rege al Boemiei                                             | Fiul lui Venceslau I; a murit în bătălia împotriva lui Rudolf I de Habsburg. |
| | Venceslau al II-lea                         | 1278              | 1305              | Přemyslid       | Rege al Boemiei                                             | Fiul lui Ottokar al II-lea. A fost și duce de Cracovia din 1291 și rege al Poloniei între 1300 și 1305.                                                                                           |
| | Venceslau al III-lea                        | 1305              | 1306              | Přemyslid       | Rege al Boemiei                                             | Fiul lui Venceslau al II-lea; a murit fără copii. |
| | Rudolf I                                    | 18 ianuarie 1307  | 3 iulie 1307      | Habsburg        | Rege al Boemiei                                             | S-a căsătorit cu Elisabeta, văduva lui Venceslau al II-lea. |
| | Henric de Carintia                          | 15 august 1307    | 1310              | Meinhardin      | Rege al Boemiei                                             | S-a căsătorit cu Anna Přemyslovna, fiica lui Venceslau al II-lea; nu a fost încoronat niciodată.                                                                                                  |
| | Ioan al Boemiei                             | 1311              | 1346              | Luxemburg       | Rege al Boemiei                                             | S-a căsătorit cu Elisabeta de Boemia, una dintre fiicele lui Venceslau al II-lea. |
| | Carol I                                     | 1346              | 1378              | Luxemburg       | Rege al Boemiei, împărat romano-german                      | Fiul lui Ioan I și nepotul lui Venceslau al II-lea pe linie maternă; împărat romano-german sub numele de Carol al IV-lea.                                                                         |
| | Venceslau al IV-lea                         | 1378              | 1419              | Luxemburg       | Rege al Boemiei, rege romano-german                         | Fiul lui Carol I; a fost încoronat rege al Boemiei la vârsta de doi ani; rege romano-german sub numele de Venceslau I.                                                                            |
| | Sigismund de Luxemburg                      | 1420              | 1437              | Luxemburg       | Rege al Boemiei, împărat romano-german                      | Fratele lui Venceslau al IV-lea; a domnit abia în 1436 datorită cruciadelor împotriva husiților.                                                                                                  |
| | Albert                                      | 1438              | 1439              | Habsburg        | Rege al Boemiei, împărat romano-german                      | S-a căsătorit cu Elisabeta de Luxemburg, singura fiică a lui Sigismund I; rege al Ungariei și rege romano-german sub numele Albert al II-lea.                                                     |
| | Ladislau Postumul                           | 1440/1453         | 1457              | Habsburg        | Rege al Boemiei                                             | Fiul lui Albert I; succesiunea sa a fost recunoscută de nobilime abia în 1453; a fost și rege al Ungariei.                                                                                        |
| | George de Poděbrady                         | 1458              | 1471              | Poděbrady       | Rege al Boemiei                                             | A fost regent (1440–1453) pentru Ladislau Postumul, apoi ales rege; deși a avut descendenți, el a lăsat coroana familiei Jagiellon.                                                               |
| | Matia Corvin (antirege)                     | 1469              | 1490              | Huniade         | Rege al Boemiei                                             | Fiind rege al Ungariei a fost ales antirege al Boemiei în 1469; din 1479 a domnit doar în Moravia, Silezia și Luzacia.                                                                            |
| | Vladislav al II-lea                         | 1471              | 1516              | Jagiellon       | Rege al Boemiei                                             | Fiul lui Cazimir al IV-lea; a fost ales rege al Boemiei la dorința socrului său, George de Poděbrady, dar a domnit doar în Moravia, Silezia, Luzacia; a fost și rege al Ungariei între 1490-1516. |
| | Ludovic al II-lea                           | 1516              | 1526              | Jagiellon       | Rege al Boemiei                                             | Fiul lui Vladislav al II-lea. Rege al Ungariei între 1516-1526. Nu a avut urmași. |
| | Ferdinand I                                 | 1526              | 1562              | Habsburg        | rege al Boemiei, împărat romano-german                      | Cumnatul lui Ludovic al II-lea Jagiello; căsătorit cu Anna Jagiello. |
| | Maximilian I                                | 1562              | 1576              | Habsburg        | Rege al Boemiei, împărat romano-german                      | Fiul lui Ferdinand I; împărat romano-german sub numele Maximilian al II-lea. |
| | Rudolf al II-lea                            | 1575              | 1611              | Habsburg        | Rege al Boemiei, împărat romano-german                      | Fiul lui Maximilian I; a fost singurul Habsburg care a ales Praga ca reședință principală. |
| | Matia al II-lea                             | 1611              | 1617              | Habsburg        | Rege al Boemiei, împărat romano-german                      | Fratele lui Rudolf al II-lea; a început să preia puterea încă din timpul vieții fratelui său. |
| | Ferdinand al II-lea                         | 1617              | 1627              | Habsburg        | Rege al Boemiei, împărat romano-german                      | Nepotul lui Ferdinand I |
| | Frederic I                                  | 1619              | 1620/1632         | Wittelsbach     | Rege al Boemiei (de facto)                                  | Principe al Palatinatului și antirege ales în timpul revoltei din Boemia; supranumit „Regele de o iarnă”.                                                                                         |
| | Ferdinand al III-lea                        | 1627              | 1657              | Habsburg        | Rege al Boemiei, împărat romano-german                      | Fiul lui Ferdinand al II-lea |
| | Ferdinand al IV-lea                         | 1646              | 1654              | Habsburg        | Rege (titular) al Boemiei, împărat romano-german            | Fiul lui Ferdinand al III-lea; a domnit împreună cu tatăl său și a murit înaintea acestuia. |
| | Leopold I                                   | 1657              | 1705              | Habsburg        | Rege al Boemiei, împărat romano-german                      | Fiul lui Ferdinand al III-lea |
| | Iosif I                                     | 1705              | 1711              | Habsburg        | Rege al Boemiei, împărat romano-german                      | Fiul lui Leopold I; nu a fost încoronat. |
| | Carol al II-lea                             | 1711              | 1740              | Habsburg        | Rege al Boemiei, împărat romano-german                      | Fratele lui Iosif I; împărat romano-german sub numele Carol al VI-lea. |
| | Maria Tereza                                | 1740/1743         | 1780              | Habsburg        | Rege al Boemiei                                             | Fiica lui Carol al II-lea (Carol al VI-lea al Sfântului Imperiu Roman) |
| | Carol Albert                                | 1741              | 1743/1745         | Wittelsbach     | Rege al Boemiei, împărat romano-german                      | Ginerele lui Iosif I; principe elector al Bavariei; ales antirege în timpul războiului de succesiune austriacă sub numele Carol al III-lea; împărat romano-german sub numele Carol al VII-lea.    |
| | Iosif al II-lea                             | 1780              | 1790              | Habsburg-Lorena | Rege al Boemiei, împărat romano-german                      | Fiul Mariei Tereza; nu a fost încoronat. |
| | Leopold al II-lea                           | 1790              | 1792              | Habsburg-Lorena | Rege al Boemiei, împărat romano-german                      | Fiul Mariei Tereza; a fost încoronat. |
| | Francisc I                                  | 1792              | 1835              | Habsburg-Lorena | Rege al Boemiei, împărat romano-german, împărat al Austriei | Fiul lui Leopold al II-lea; împărat romano-german sub numele Francisc I. |
| | Ferdinand al V-lea (ca împărat Ferdinand I) | 1835              | 1848              | Habsburg-Lorena | Rege al Boemiei, împărat al Austriei                        | Fiul lui Francisc I |
| | Franz Joseph I                              | 1848              | 1916              | Habsburg-Lorena | Rege al Boemiei, împărat al Austriei                        | Nepotul lui Francisc I; nu a fost încoronat. |
| | Carol al III-ea (ca împărat Carol I)        | 1916              | 1918              | Habsburg-Lorena | Rege al Boemiei, împărat al Austriei                        | Nepotul lui Franz Joseph (fiul unuia dintre frații acestuia); nu a fost încoronat. |
| La 28 octombrie 1918 a fost proclamată Cehoslovacia la Praga și la 12 noiembrie 1918 a fost stabilită ca formă de guvernământ republica. |                                             |                   |                   |                 |                                                             | |